# Бел-Камен
Бел-Ка́мен (болг. Бел камен) — село в Благоєвградській області Болгарії. Входить до складу громади Якоруда.

## Населення
За даними перепису населення 2011 року у селі проживали 563 особи.
Національний склад населення села:
| Національність   | Кількість осіб | Відсоток |
| ---------------- | -------------- | -------- |
| турки            | 331            | 61,1%    |
| болгари          | 70             | 12,9%    |
| інша             | 125            | 23,1%    |
| Всього відповіли | 542            |          |

Розподіл населення за віком у 2011 році:
Динаміка населення: